# Niels Holst-Sørensen
Niels Holst-Sørensen (Herning, Dinamarca, 19 de diciembre de 1922-24 de octubre de 2023) fue un atleta danés especializado en la prueba de 400 m, en la que consiguió ser campeón europeo en 1946.

## Carrera deportiva
En el Campeonato Europeo de Atletismo de 1946 ganó la medalla de oro en los 400 metros, llegando a meta en un tiempo de 47.9 segundos, por delante del francés Jacques Lunis y del británico Derek Pugh (bronce con 48.9 segundos).